# Douze Apôtres (navire à voiles)
Pour les articles homonymes, voir Douze Apôtres (homonymie).
Le Douze Apôtres, en russe : Dvienadsat Apostolov : Двенадцать апостолов, est un cuirassé à voiles commandé par la Marine impériale de Russie. Sur le même modèle, deux sister-ships furent construits : le Paris (Париж, 1849) et le Grand-duc Konstantin (1852). En service dans la flotte de la mer Noire, le Douze Apôtres prit part à la défense de Sébastopol. Avec d'autres navires russes, il fut coulé dans la baie nord de Sébastopol dans la nuit du 25 février au 26 février 1854. À l'automne de 1861, une tentative de renflouage échoua.
On peut admirer ce superbe navire sur huit tableaux peints par l'artiste d'origine arménienne Ivan Aïvazovski (1817-1900), dont le célèbre tableau Le Navire « Douze Apôtres » (1897).
Lourdement armé, Le Douze Apôtres fut malgré tout un navire rapide, d'une grande maniabilité, et sa grande surface de voilures, son gréement lui permirent d'atteindre la vitesse de 10 nœuds. Son armement de 120 puis 130 canons firent de lui le navire le plus puissant du monde de son époque.

## Historique de la construction
Le 8 octobre 1835, Nicolas Ier de Russie accorda sa permission pour la construction de trois cuirassés de première classe destinés à la flotte de la mer Noire. La construction de cette nouvelle classe de navires débuta au chantier naval de Nikolaïev le 16 octobre 1838.
Le 9 novembre 1838, le premier sister-ship reçut le nom de Douze Apôtres. Mikhaïl Lazarev, commandant en chef de la flotte de la mer Noire supervisa la construction de ces bâtiments de guerre. L'amiral apporta une grande innovation dans la conception navale. Les plans du bâtiment de guerre Douze Apôtres furent dessinés par D.I Vorobev, chef du Corps d'ingénieurs du chantier naval de Nikolaïev. L'architecte naval Stepan Ivanovitch Chernyavsky dirigea la construction du navire. Les travaux liés à la main d'œuvre furent exécutés sans délai sous la responsabilité personnelle de Mikhaïl Lazarev. La sélection des matériaux de construction furent confiée à Stepan Ivanovitch Chernyavsky. Concernant sa construction, son armement, le Douze Apôtres bénéficia des dernières avancées technologiques. D'importantes innovations furent également apportées dans l'exploitation forestière mais également dans l'utilisation du berceau de construction et de réparation, cela permit d'accroître considérablement la durée de vie des navires.

## Décoration du navire
Le Douze Apôtres fut luxueusement décoré, de telle sorte qu'il fut pris comme modèle pour l'ornementation de certains yachts impériaux. À l'intérieur de la cabine, une cheminée de marbre fut installée, des tapis turcs recouvraient le sol. Les cabines de l'amiral et du capitaine furent parées de bois d'acajou. Chacune des cabines du navire bénéficia de ventilateurs permettant d'assainir l'air.
Un aigle bicéphale aux têtes couronnées d'or et aux becs dorés ornait la proue du Douze Apôtres.

## Histoire
L'amiral Vladimir Alexeïevitch Kornilov fut le premier commandant du Douze Apôtres. À bord du navire, il instaura un nouveau programme de formation destiné aux marins, méthode d'enseignement naval qui devint une référence dans toute la Marine impériale de Russie. Ce nouveau système de formation donna aux officiers et marins russes un niveau très élevé pour l'époque.
En 1845, Nicolas Ier de Russie passa en revue la flotte de la mer Noire (cet événement avait lieu une fois tous les sept ans). Le grand-duc Constantin Nikolaïevitch de Russie passa une grande partie de l'été à bord du Douze Apôtres.
Entre 1847 et 1848 l'amiral Vladimir Alexeïevitch Kornilov séjourna en Londres afin d'acquérir des frégates à vapeur destinées à la Marine impériale de Russie. Son successeur fut le lieutenant de marine V.A Ergomychev. Entre 1848 et 1849 le capitaine A.L Parfilov exerça le commandement à bord du Douze Apôtres. À l'été 1850, le grand-duc Constantin Nicolaïevitch de Russie rendit une nouvelle visite au navire.
En septembre 1853, le Douze Apôtres et ses 1 177 hommes d'équipage et officiers furent affectés dans la région du Caucase. Une voie d'eau se déclara à bord, la réparation prit fin en février 1854. Pour cette raison, le Douze Apôtres ne fut pas en mesure de prendre part à la bataille de Sinop le 30 novembre 1853.
Sous le commandement de A.H Vinka, le Douze Apôtres, ayant subi les réparations nécessaires pour une bonne navigabilité, regagna son port d'attache de Sébastopol. Lors du siège de Sébastopol par les troupes anglo-françaises il fut dépouillé de ses canons, acheminés sur la côte pour renforcer l'artillerie côtière. La batterie d'artillerie composée avec ces canons prit le nom de Douze Apôtres.

## Sabordage duDouze Apôtres
Dans la nuit du 25 février au 26 février 1854, le Douze Apôtres fut sabordé avec d'autres navires entre les batteries Nikolaïev et Mikolaïev. Lourd et imposant, il s'enfonça profondément dans la boue, de sorte que, deux ans plus tard, une tentative de renflouage du navire échoua. Il fut finalement détruit à l'automne de 1861. Ce navire devint un des héros de la défense de Sébastopol, et une colonne fut érigée à leur mémoire sur les lieux du sabordage.

## Commandant du Douze Apôtres
- Amiral Vladimir Alexeïevitch Kornilov de 1841 à 1847
- Lieutenant de marine  V.A Ergomychev 1847 à 1848
- Capitaine L.A Parfilov de 1848 à 1849
- A.H. Vinka